# Den Kongelige Afstøbningssamling

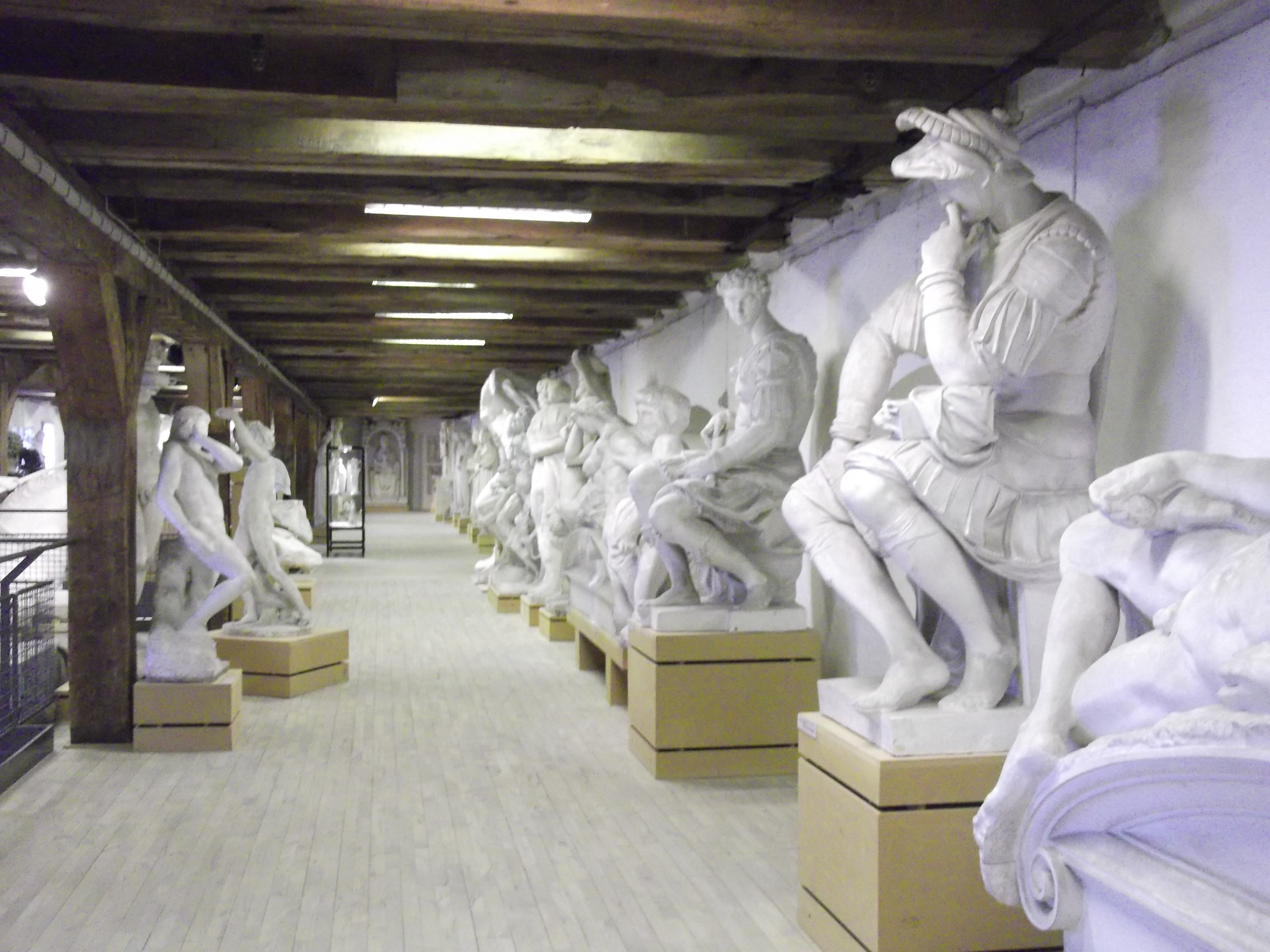
Interiör.

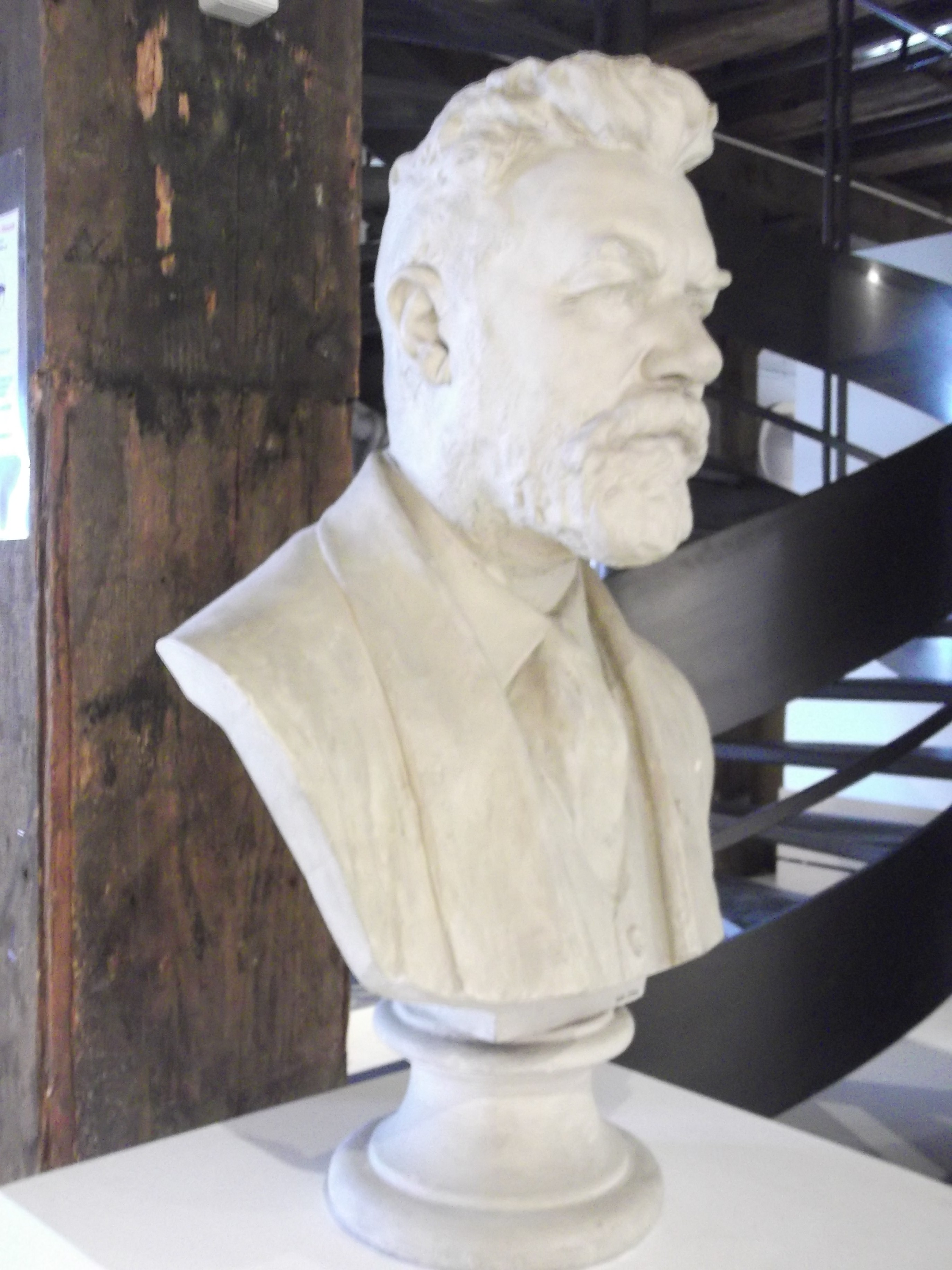
Byst över Carl Jacobsen, troligen gjord av Ludvig Nrandstrup.

Den Kongelige Afstøbningssamling är ett danskt konstmuseum, som ligger i Vestindisk Pakhus i Köpenhamn.
Den Kongelige Afstøbningssamling har omkring 2.500 gipsavgjutningar av skulpturer från 2.500 före Kristus till omkring år 1600.
Den Kongelige Afstøbningssamling grundlades 1895 som en del av Statens Museum for Kunst. Det var Carl Jacobsen som bestämde sig för att skapa en avgjutningssamling för allmänheten, där man kunde studera skulpturkonstens huvudverk. Vissa av avgjutningarna är från 1700-talet och var en del av Det Kongelige Danske Kunstakademis samling, Denna var i dagligt bruk fram till mitten av 1800-talet dagligen vid lektioner i teckning och målning. Avgjutningssamlingen visades först på Statens Museum for Kunst vid Sølvgade och flyttades senare till Vestindisk Pakhus, där den återinvigdes 1995.
I dag gjuter man i silikongummi, som når in i alla originalets fördjupningar, och som sedan putsas. Tidligere var processen mer omständlig.

## Avgjutningar i urval
- Michelangelo David 1501–04
- Venus de Milo, omkring 130 före Kristus
- Bjørn Nørgaard: Venus speglar Venus, 2005
- Donatello: Ryttarmonument över Gattamelata, 1447–53
- Claus Sluter: Mosesbrunnen, mellan 1396 och 1405
- Porträttbyst av Mithradates VI av Pontos, 112-63 före Kristus
- Pietro Tacca: Porcellino], första hälften av 1600-talet
- Laokoongruppen, omkring 200 före Kristus
- Michelangelo: Pietà i Peterskyrkan i Rom, 1499